# Бюро по борьбе с коррупцией и организованной преступностью
Бюро по борьбе с коррупцией и организованной преступностью (хорв. Ured za suzbijanje korupcije i organiziranog kriminaliteta, USKOK) — хорватское государственное учреждение. Специализируется на борьбе с коррупцией и организованной преступностью.
USKOK начал работу в декабре 2001 года. Штаб-квартира находится в Загребе.
С 2009 года USKOK имеет аналог в полицейском уголовном управлении, которая имеет (намеренно) очень похожее название — USKOK национальной полиции (хорв. Policijski nacionalni USKOK), а также в судебной системе — департаментов суда по уголовным делам в юрисдикции USKOK (хорв. Sudski odjeli za postupanje u predmetima kaznenih djela iz nadležnosti USKOK-a).